# Kapice, Tỉnh West Pomeranian
Kapice [kaˈpit͡sɛ] (trước đây Đức Kappe) là một ngôi làng ở quận hành chính của Gmina Polczyn-Zdrój, trong Świdwiński, Zachodniopomorskie, ở tây bắc Ba Lan. Nó nằm khoảng 14 kilômét (9 mi) phía tây nam Połczyn-Zdrój, 17 km (11 mi) về phía đông nam của Świdwin và 96 km (60 mi) về phía đông của thủ đô khu vực Szczecin.
Trước năm 1945, khu vực này là một phần của Đức. Đối với lịch sử của khu vực, xem Lịch sử của Pomerania.
Làng có dân số 20 người.